# Rifugio Pradidali
Das Rifugio Pradidali (auch Pradidalihütte) ist eine alpine Schutzhütte der Sektion Treviso des Club Alpino Italiano in der italienischen Provinz Trient in der Palagruppe innerhalb der Dolomiten. Sie liegt auf einer Höhe von 2278 m s.l.m. innerhalb der Gemeinde Primiero San Martino di Castrozza. Die Hütte wird in der Regel von Mitte Juni bis Ende September durchgehend bewirtschaftet. Sie bietet 64 Bergsteigern Schlafplätze.
Der Name der Hütte leitet sich vermutlich von italienisch prati gialli („gelbe Wiesen“) ab, die vor allem im Spätfrühling zur Blütezeit des Alpen-Mohns beim Aufstieg durch das Val Pradidali durchschritten werden.

## Lage
Das Rifugio liegt im oberen Val Pradidali einem bei Cant de Gal im Val Canali abzweigenden Nebental in der südlichen Palagruppe. Umgeben Es ist Ausgangspunkt für zahlreiche Besteigungen wie der Cima Canali und dem Sass Maor sowie einiger Klettersteige wie der Ferrata del Porton/Velo und der Ferrata Nico Gusella.
An der Hütte führt der Dolomiten-Höhenweg Nr. 2 (von Brixen nach Feltre) vorbei, dem sie auch als Stützpunkt dient.

## Geschichte
Die Schutzhütte wurde 1896 als Pravitalehütte von der Sektion Dresden des DÖAV errichtet und 1912 erstmals vergrößert. Nach dem Ersten Weltkrieg ging die Hütte an die Sektion Treviso des CAI über. Das Rifugio wurde mehrmals renoviert so 1959 und 2004/05, als es auch durch einen Anbau erweitert wurde.

## Zugänge
- Von Cant de Gal, 1160 m ⊙ auf Weg 709 in 3 Stunden
- Von San Martino di Castrozza, 1466 m ⊙ auf Weg 702, 715 in 3 Stunden 30 Minuten

## Nachbarhütten und Übergänge
- Zum Rifugio Rosetta – „Giovanni Pedrotti“, 2581 m ⊙ auf Weg 709, 707 in 2 Stunden 30 Minuten
- Zum Rifugio Velo della Madonna, 2358 m ⊙ auf Weg 739 (Ferrata del Velo) und Weg 739 A (Ferrata del Porton) in 3 Stunden
- Zum Rifugio Treviso, 1630 m ⊙ auf Weg 709, 711 in 4 Stunden